# Neolophonotus sinuvena
Neolophonotus sinuvena är en tvåvingeart som beskrevs av Jason Gilbert Hayden Londt 1987. Neolophonotus sinuvena ingår i släktet Neolophonotus och familjen rovflugor. Inga underarter finns listade i Catalogue of Life.